# Pieve Santo Stefano
Longiano és un municipi situat al territori de la província d'Arezzo, a la regió de la Toscana (Itàlia).
Longiano limita amb els municipis d'Anghiari, Badia Tedalda, Caprese Michelangelo, Chiusi della Verna, Sansepolcro i Verghereto.

## Galeria

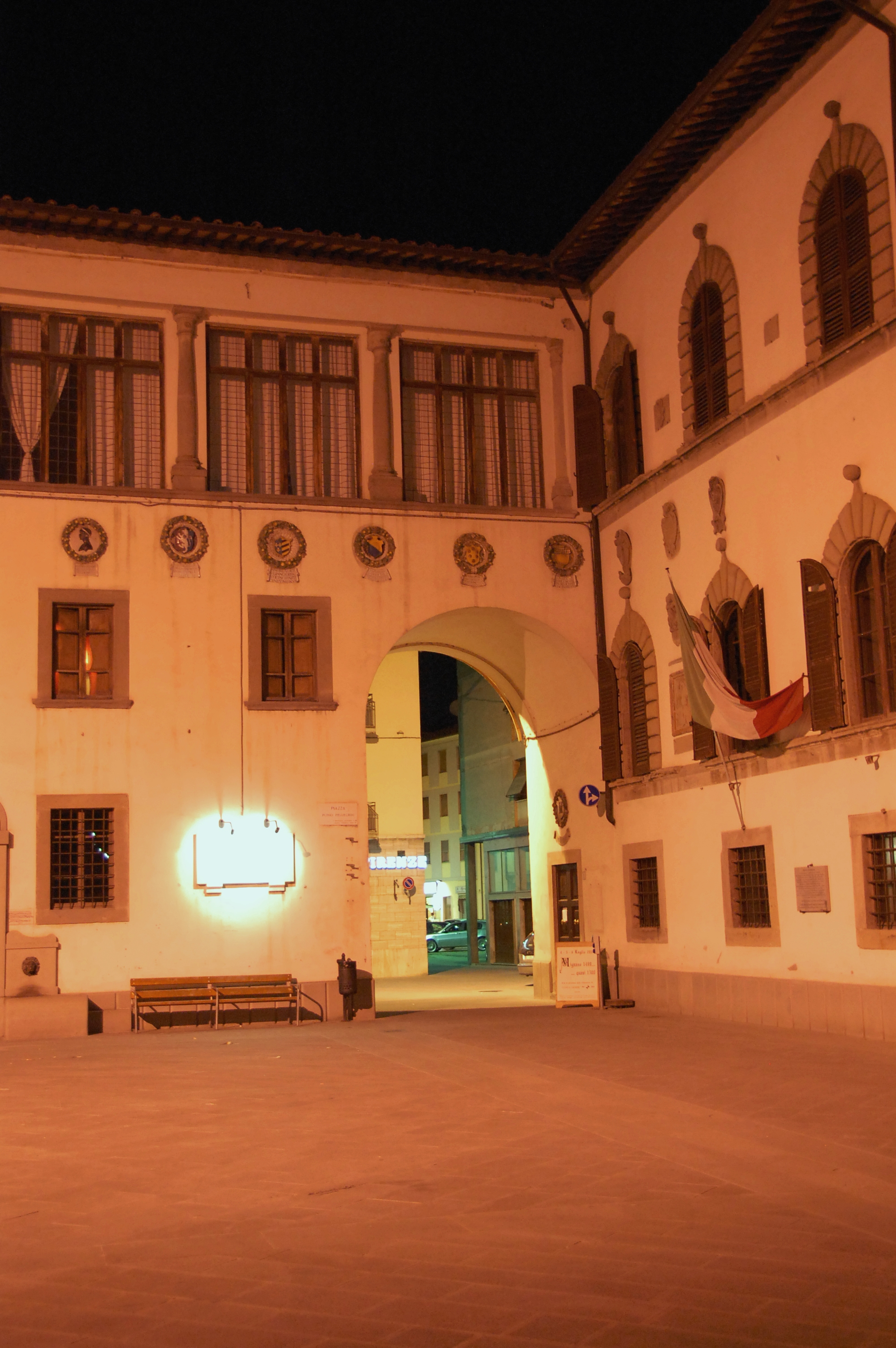
Centre històric